# Ivo Andrić

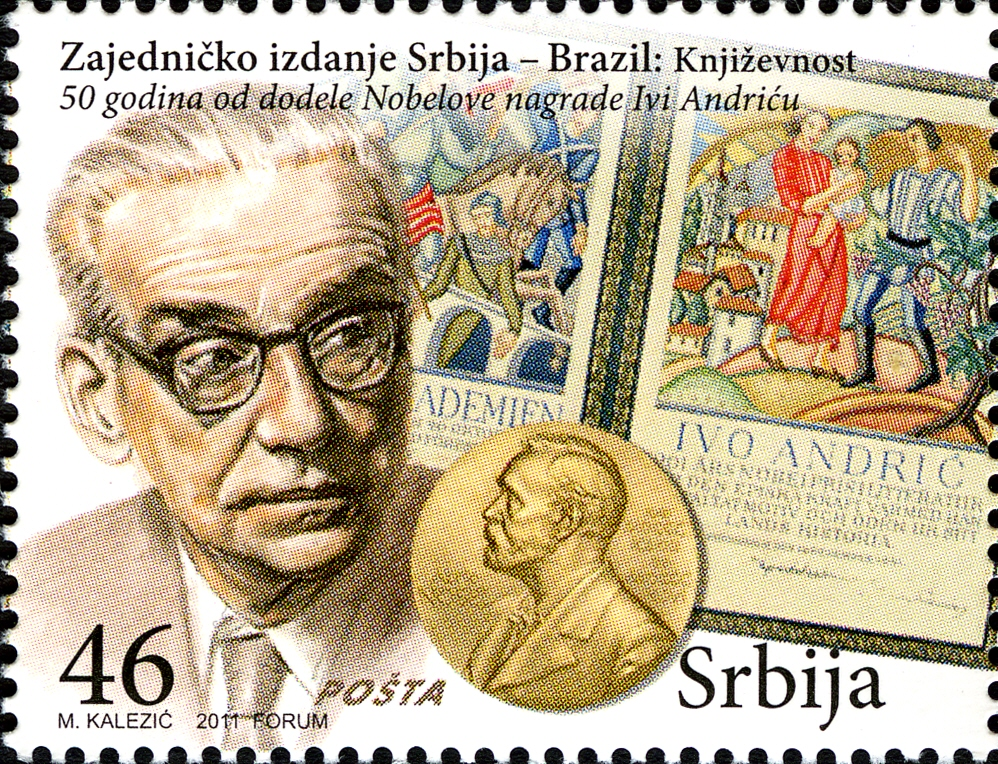
Selo sérvio de 2011 em homenagem a Ivo Andrić

Ivo Andrić, em sérvio:  Иво Андрић, (Travnik, 9 de outubro de 1892 — Belgrado, 13 de março de 1975) foi um romancista e escritor jugoslavo.
Foi galardoado com o Nobel de Literatura de 1961; as suas obras mais famosas A Ponte sobre o Drina, Crónica Bósnia e "O Pátio Maldito" são romances históricos que descrevem o quotidiano da Bósnia e do Império Otomano.
Escreveu as suas primeiras obras em língua croata, passando depois a escrever em sérvio (70% da sua obra), enquanto apoiava a ideia de uma língua servo-croata, como a maioria dos sérvios e croatas contemporâneos.

## Biografia
Nasceu no seio de uma família católica, filho de Antun Andrić e de Katarina Andrić, na aldeia de Dolac, perto de Travnik, Bósnia, que naquela época era parte do Império Austro-Húngaro. O seu pai faleceu quando tinha apenas dois anos. Foi criado pela família da mãe em Višegrad, uma pequena cidade da bósnia oriental situada junto ao rio Drina. Foi aí que ele ouviu histórias e lendas sobre a ponte otomana, que mais tarde descreveu no seu romance A Ponte sobre o Drina.
Andrić frequentou o Liceu de Sarajevo e mais tarde estudou História e Literatura Eslava na universidade em Zagreb, Viena, Cracóvia e Graz. Completou os estudos universitários defendendo uma tese sobre o desenvolvimento da vida espiritual na Bósnia sob o domínio Turco. Desde jovem mostrou grande interesse na política da sua época. Torna-se membro do movimento nacionalista progressista Mlada Bosna (Bósnia Jovem), e sendo partidário da ideia jugoslava, chega mesmo a ser preso por suspeita de participação na conspiração para o assassinato do arquiduque Francisco Fernando, que despoletaria a Primeira Guerra Mundial. É dentro dos muros da prisão de Maribor que «humilhado como um verme» escreve os seus primeiros poemas em prosa.
Depois do desmembramento do Império Austro-Húngaro, no recém formado Reino dos sérvios, croatas, e eslovenos (mais tarde denominado de Reino da Jugoslávia) Andrić seguiu uma carreira diplomática de sucesso. A partir de 1920 exerce cargos de destaque em cidades como Madrid, Viena, Bucareste, Paris e Genebra ao mesmo tempo que vai publicando contos, poemas e relatos de viagem (como, por exemplo Portugal, zelena zemlja – Portugal, terra verde) em importantes revistas literárias. O início da Segunda Guerra Mundial surpreendeu-o em Berlim como Embaixador do Reino da Jugoslávia na Alemanha do Terceiro Reich.
Como embaixador, devido à natureza das suas funções, manteve relações próximas com diversos dirigentes nazis, incluindo com o marechal Goering, que gostava de o convidar para caçadas. Mas nunca manifestou qualquer simpatia "ideológica" pelo nazismo. Recusa o asilo que os nazis lhe oferecem e regressa a uma Jugoslávia ocupada. Durante a Segunda Guerra Mundial, Andrić viveu sob prisão domiciliária no seu apartamento em Belgrado, recusando todos os convites para publicar. Durante esses anos escreveu alguns dos seus romances mais famosos, os quais foram publicados só depois da guerra acabar.
Depois da guerra, Andrić manteve relações próximas com as autoridades Comunistas da Jugoslávia, chegando a ser membro da presidência da Bósnia e Herzegovina. Foi amigo pessoal do Presidente jugoslavo marechal Josip Broz Tito.
Em 1961, foi galardoado com o Nobel de Literatura "pela força épica com que retratou temas e representou os destinos humanos inspirados pela história do seu país."
Após a morte da sua mulher em 1968, começou a reduzir as suas actividades públicas. Faleceu a 13 de março de 1975, em Belgrado (na altura República Federal Socialista da Jugoslávia e hoje Sérvia). Sepultado no Novo Cemitério de Belgrado.

## Obras
A sua obra baseia-se principalmente na história, folclore e cultura do seu país natal, a Bósnia. A obra do Andrić começou a escrever na Croácia, mas ele mudou para a variante do Sérvia. Alguns são de opinião que, como apoiante de uma única língua servo-croata, isto foi para ele uma mudança da forma ocidental para a forma oriental da mesma língua. Por outro lado, outros apontam o facto que, mediante uma observação mais meticulosa, os seus apontamentos para os romances e histórias revelam que Andrić "limpou", o melhor que pôde, os seus textos dos traços ortográficos, sintácticos, morfológicos e léxicos característicos da croata – em suma, ele mudou conscientemente de uma língua para a outra. Se ele tivesse sido um crente na língua servo-croata, teria, muito provavelmente, “misturado” livremente os idiomas de ambas as línguas a todos os níveis, desde a fonologia à semântica, o que não aconteceu. Após o turbilhão político no reino, em finais dos anos vinte, a maioria dos croatas abandonou a variante exclusivamente sérvia, mas Andrić não o fez.
Apenas dois dos seus romances, O Pátio Maldito e A Ponte Sobre o Drina, foram traduzidos para português a partir do original e publicados em Lisboa, em 2003 e 2007, respetivamente.
- O Pátio Maldito[4]
- A Ponte Sobre o Drina[5]

Algumas das suas outras obras famosas incluem:
- Ex ponto, poesia em prosa, 1918
- Nemiri, poesía em prosa, 1920
- Put Alije Đerzeleza, 1920
- Most na Žepi, 1925
- Anikina Vremena, 1931
- Portugal, zelena zemlja, crónicas de viagens 1931
- Španska stvarnost i prvi koraci u njoj, crónicas de viagens 1934
- Razgovor sa Gojom, ensaio1936
- Na Drini ćuprija, romance 1945 (título português: Sobre o Drina, a Ponte)
- Gospođica, romance 1945 (título português: A Velha Menina)
- Travnička hronika, romance 1945
- Na Nevskom prospektu 1946
- Na kamenu, u Počitelju,
- Priča o vezirovom slonu, 1948
- Prokleta avlija, novela 1954 (título português: O Pátio Maldito)
- Igra 1956
- Jelena žena koje nema, romance 1963
- Šta sanjam i šta mi se događa, poesia lírica publicadas postumamente 1918
- Omerpaša Latas, publicado postumamente 1977
- Na sunčanoj strani, romance inacabado, publicado postumamente

## Descrição
Andrić pertence ao grupo de autores difíceis de descrever: croata de nascimento, considerou-se na juventude um escritor croata, escreveu em língua sérvia (predominantemente) e língua croata (obras anteriores de poesia e novelas, ca. 30 % da sua obra), embora em deferência à sua visão possamos dizer que pretendia escrever em servo-croata em vez de sérvio; ele era um adepto de união da Jugoslávia de um nacionalismo eslavo quase racial antes da Primeira Guerra Mundial. Os seus temas são predominantemente ligados à Bósnia. A sua carreira política, em conjunto com factores externos à literatura, contribuiu para a controvérsia que ainda rodeia a sua obra.
Seja como for a obra de Andrić está agora nos curricula oficiais dos programas de literatura croata e sérvia e na dos muçulmanos bósnios.